# Hasištejnská lípa
Hasištejnská lípa je památný strom lípa malolistá (Tilia cordata) v obci Místo v okrese Chomutov v Ústeckém kraji.
Roste v Krušných horách v nadmořské výšce 450 m v přírodním parku Údolí Prunéřovské potoka při levém břehu Prunéřovského potoka. Nad ní se nad prudkým svahem tyčí zřícenina hradu Hasištejn, jejíž pozůstatky jsou chráněné jako kulturní památka.

## Základní údaje
Obvod kmene měří 417 cm, koruna stromu dosahuje do výšky 21 metrů (měření 2009). V roce 2009 bylo stáří stromu odhadováno na 300 let.
Lípa je chráněna od roku 2004 jako ochrana genofondu a strom s významným vzrůstem.

## Stromy v okolí
- Lípa v Místě na hřbitově
- Kukaččí smrk
- Smrky u Prunéřovského potoka